# Сольмс-Лаубах, Герман цу
Герман цу Сольмс-Лаубах (полное нем. Hermann Maximilian Carl Ludwig Friedrich Graf zu Solms-Laubach; 1842—1915) — немецкий ботаник.

## Биография
Считается, что Сольмс-Лаубах учился в Гиссене, Берлине, Фрайбурге и Женеве. В 1868 году он прошел хабилитацию в университете Галле-Виттенберг.
В 1872 году он стал адъюнкт-профессором в университете Страсбурга; в 1879 году он был назначен профессором и директором ботанического сада в Гёттингене, а в 1888 году — в Страсбурге.
С октября 1883 по март 1884 года отправился на Яву и оставался в течение 3 месяцев в Богоре, Западной Яве и собрал несколько коллекций из окрестностей Чибодасу. Он написал статью о Богорском ботаническом саду, который он очень любил.
Он был членом Лондонского Линнеевского общества, Лондонского Королевского общества, Географического общества; награждён золотой медалью Линнеевского общества в 1911 году.